# Lijst van olympische medaillewinnaars rackets
Rackets, een indoorvariant op het tennis, is een voormalige olympische sport, die op de Olympische Spelen werd beoefend. Deze pagina geeft de lijst van olympische medaillewinnaars in deze sport, die alleen op de Spelen van 1908 in Londen op het programma stond. Aan het toernooi deden alleen Britten mee.

## Medaillewinnaars

### Enkelspel
| Editie | Goud | Goud      | Zilver | Zilver     | Brons | Brons                           |
| ------ | ---- | --------- | ------ | ---------- | ----- | ------------------------------- |
| 1908   | GBR  | Evan Noel | GBR    | Henry Leaf | GBR   | John Jacob Astor Henry Brougham |

### Dubbelspel
| Editie | Goud | Goud                          | Zilver | Zilver                     | Brons | Brons                |
| ------ | ---- | ----------------------------- | ------ | -------------------------- | ----- | -------------------- |
| 1908   | GBR  | John Jacob Astor Vane Pennell | GBR    | Cecil Browning Edmund Bury | GBR   | Henry Leaf Evan Noel |

Londen 1908 
olympische medaillewinnaars